# Rolf von Uslar
Rolf von Uslar (* 9. August 1969 in Bonn) ist ein Generalarzt des Heeres der Bundeswehr. Seit Mai 2025 ist er der  Chef des Stabes des Kommandos Gesundheitsversorgung der Bundeswehr.

## Leben
1988 trat von Uslar als Sanitätsoffizier-Anwärter beim Sanitätsbataillon 12 in Veitshöchheim in die Bundeswehr ein und durchlief die militärische Vorausbildung an der Infanterieschule in Hammelburg, dem Bundeswehrkrankenhaus Amberg, der Sanitätsakademie der Bundeswehr in München und dem Sanitätsbataillon 12 in Veitshöchheim. Von 1989 bis 1994 studierte er Zahnmedizin an der Julius-Maximilians-Universität Würzburg und war anschließend bis 1995 Truppenzahnarzt in der Zahnarztgruppe in Erfurt, 1995 Leiter der Zahnarztgruppe Schneeberg und von 1995 bis 1998 Leiter der Zahnarztgruppe in Marienberg. Danach war er bis 2001 Dezernent im Sanitätsamt der Bundeswehr in Bonn. Währenddessen beendete er 1999 seine Promotion. Ab 2001 war er Leiter der Zahnarztgruppe in Brunssum (Niederlande), dem Standort des Allied Joint Force Command Brunssum der NATO, und ab 2003 Dezernent im Einsatzführungskommando der Bundeswehr in Schwielowsee.
Von 2004 bis 2006 absolvierte von Uslar den 1. Lehrgang Generalstabs-/Admiralstabsdienst National (LGAN) an der Führungsakademie der Bundeswehr in Hamburg, wo er zum Offizier im Generalstabsdienst ausgebildet wurde. Danach wurde er Dezernatsleiter G 3.1 im Sanitätsführungskommando in Koblenz und 2008 Referent im Führungsstab des Sanitätsdienstes II 2 im Bundesministerium der Verteidigung (BMVg) auf der Hardthöhe in Bonn. Von 2012 bis 2013 war er Regimentskommandeur des Sanitätslehrregiments „Niederbayern“ in der Gäubodenkaserne in Feldkirchen. Anschließend wurde er Referatsleiter I 1 im Kommando Sanitätsdienst der Bundeswehr in Koblenz, war von 2016 bis 2017 Fakultätsleiter Sanitäts- und Gesundheitswissenschaften an der Führungsakademie der Bundeswehr in Hamburg und von 2017 bis 2019 Unterabteilungsleiter VIII sowie Beauftragter Prozessorientierung des Zentralen Sanitätsdienstes der Bundeswehr im Kommando Sanitätsdienst der Bundeswehr in Koblenz. Parallel absolvierte er von 2016 bis 2019 das Postgraduale Studium Militärische Führung und Internationale Sicherheit an der Helmut-Schmidt-Universität/Universität der Bundeswehr Hamburg, das er als Master of Arts abschloss. Von 2019 bis 2022 war er Referatsleiter San 1 in der Abteilung Führung Streitkräfte (FüSK) im BMVg in Berlin und von 2022 bis 2023 Referatsgruppenleiter San in der Abteilung FüSK im BMVg in Berlin. Im April 2023 wurde er als Oberstarzt Stellvertreter des Kommandeurs des Kommandos Regionale Sanitätsdienstliche Unterstützung in Diez. Später erfolgte auf diesem Dienstposten die Ernennung zum Generalarzt.
Ende September 2024 folgte er Generalarzt Kowitz auf dem Dienstposten des Direktors MMCC-E. Am 20. Mai 2025 übergab er diesen Dienstposten an Oberstarzt Thorsten Schütz, während er selbst mit den Aufgaben des Chef des Stabes des Kommandos Gesundheitsversorgung der Bundeswehr betraut wurde.

## Auslandseinsätze
- 2011: International Security Assistance Force (ISAF)

## Auszeichnungen
- 1995: Adolf-und-Inka-von-Lübeck-Preis
- 2007: Ehrenkreuz der Bundeswehr in Silber
- 2010: Ehrenkreuz der Bundeswehr in Gold
- 2011: NATO-Medaille ISAF
- 2011: Einsatzmedaille der Bundeswehr ISAF
- 2013: Einsatzmedaille Fluthilfe (Hochwasser in Mitteleuropa 2013)

## Schriften
- Rolf von Uslar: Keilförmige Defekte durch Elektrozahnbürsten: eine In-vitro-Untersuchung. Würzburg 1998, DNB 956305989.